# Pretty Savage
「Pretty Savage」（プリティ・サベージ）は、韓国のガールズグループBLACKPINKの韓国のデビュースタジオアルバム「THE ALBUM」の収録曲。
2020年10月2日にYGエンターテインメントとインタースコープ・レコードを通じて発売された。このトラックはTEDDY、R.Tee、24、Bekuh BOOMによって作曲され、歌詞はTEDDY、LØREN、Vince、Danny Chungによって書かれた。この曲はBillboard Global 200 で最高32位を記録し、マレーシアとシンガポールではトップ10に入るヒットとなった。 

## 背景とリリース
2020年9月28日、アルバムのトラックリストに「Pretty Savage」が収録されることが確認された。 この曲の日本語バージョンは、2021年8月3日にTHE ALBUM -JP Ver.-の一部としてリリースされた。

## 収録曲
| #         | タイトル          | 作詞                             | 作曲                         | 時間 |
| --------- | ----------------- | -------------------------------- | ---------------------------- | ---- |
| 1.        | 「Pretty Savage」 | TEDDY, LØREN, Vince, Danny Chung | TEDDY, R.Tee, 24, Bekuh BOOM | 3:19 |
| 合計時間: | 合計時間:         | 合計時間:                        | 合計時間:                    | 3:19 |